# Tadelakt

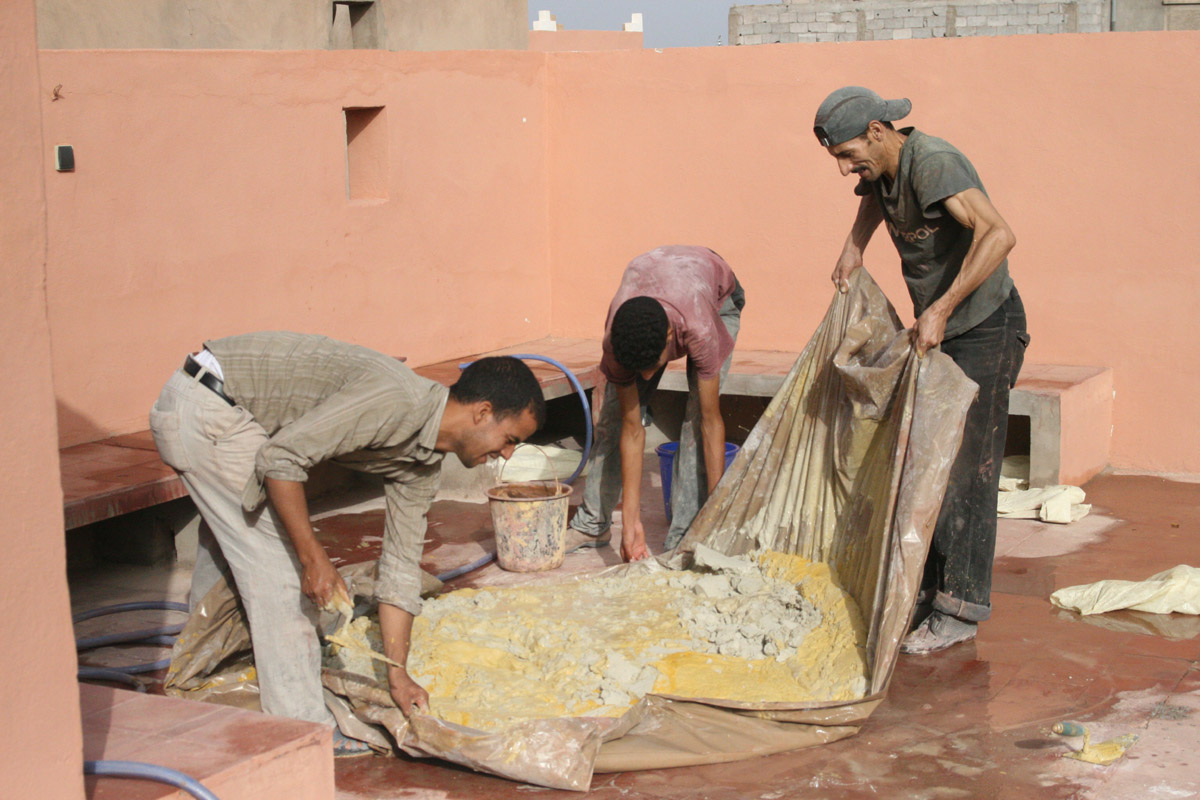
Cal de Marrakech mezclada con agua y pigmento amarillo para hacer tadelakt a Riad Dar Rita, Uarzazat, Marruecos.

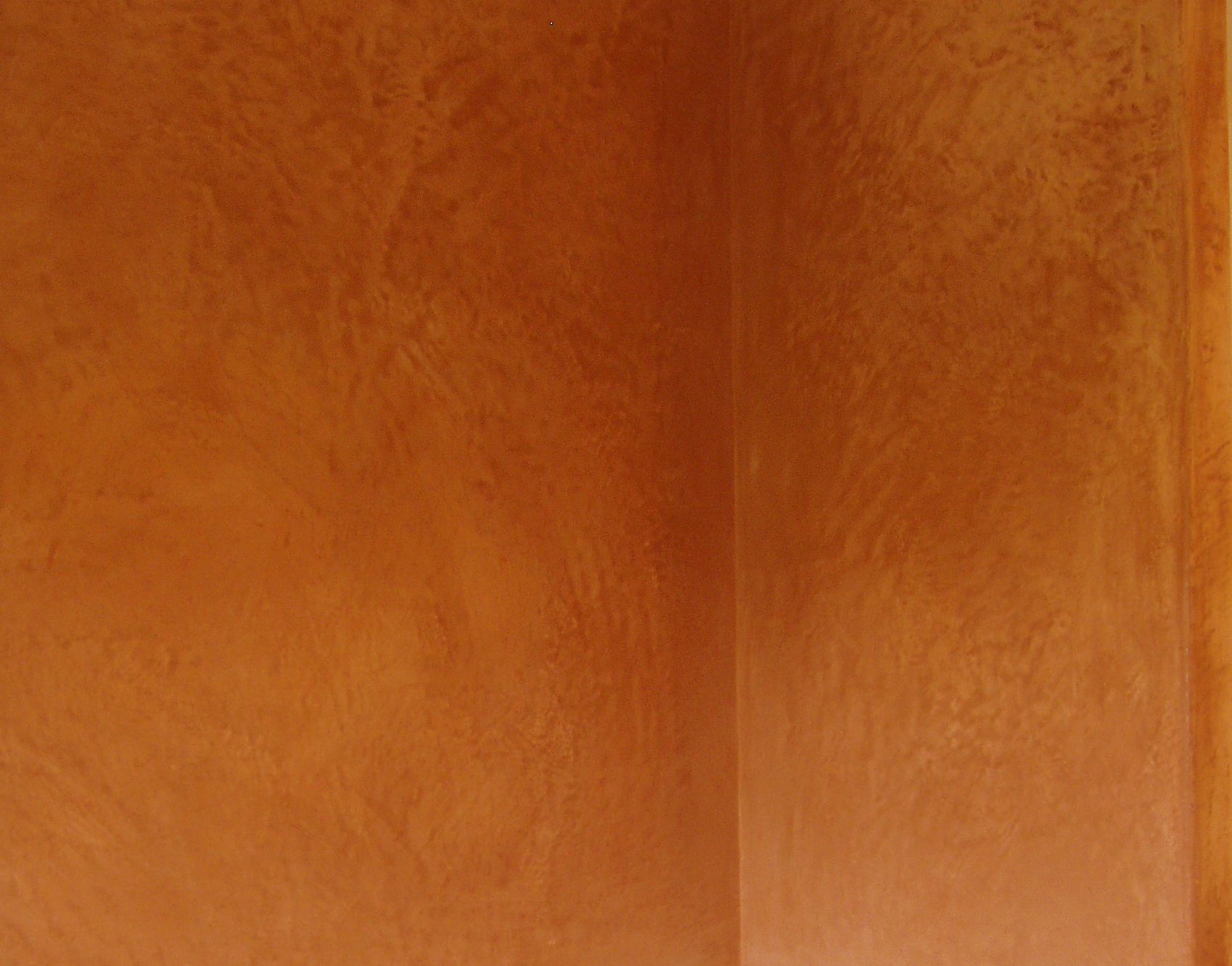
Una pared cubierta con tadelakt

El tadelakt (palabra en árabe: تدلاكت‎, pronunciado «tadla:kt» que significa 'frotar'), es un revestimiento de cal de Marrakech brillante y casi impermeable. Puede ser utilizado tanto en interiores como en exteriores, incluso en los baños y en el suelo. El acabado final del tadelakt se hace frotando con un canto rodado, método que conlleva unas ondulaciones de aspecto muy decorativo. Finalmente se frota con un jabón de aceite de oliva, negro, tratamiento que hay que repetir cada pocos años si se quiere mantener la impermeabilidad. El tadelakt ha inspirado nuevos materiales de construcción como el micro-cemento.